# Gschnitzbach
Der Gschnitzbach ist ein Bach in Tirol, Österreich, der das Gschnitztal durchfließt und im Wipptal in die Sill mündet.

## Verlauf

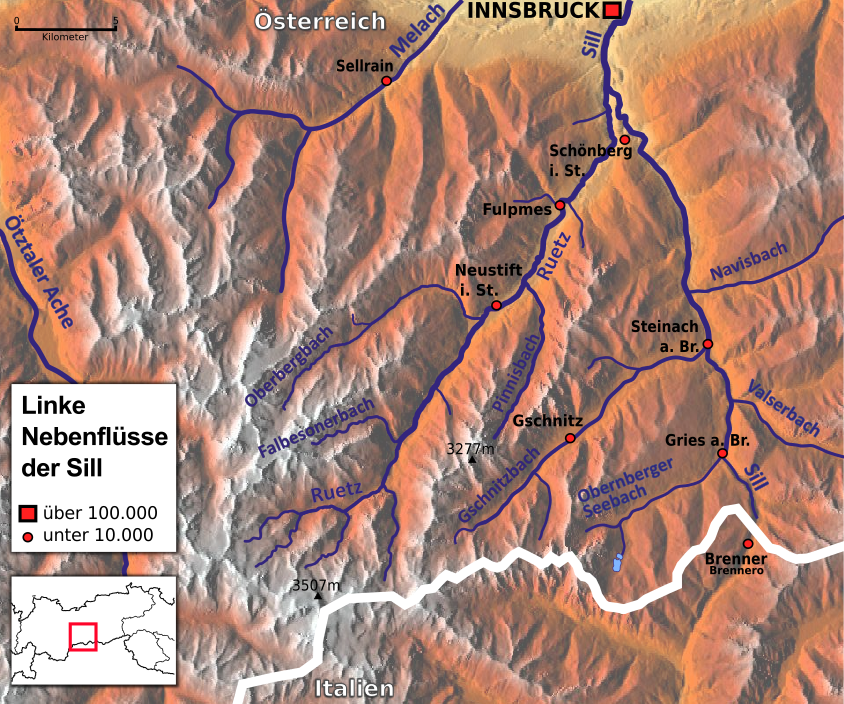
Flussverlauf des Gschnitzbach und der Sill

Der Gschnitzbach entspringt dem Lauterersee unterhalb der Äußeren und Inneren Wetterspitze in den Stubaier Alpen und fließt anschließend in nordöstlicher Richtung durch das Gschnitztal, wobei er die Orte Gschnitz und Trins passiert. Nach rund 22 Kilometern mündet er bei Steinach am Brenner von links in die Sill.
Auf den ersten Kilometern verliert der Bach rasch an Höhe, er bildet mehrere Wasserfälle und durchfließt den Simmingsee. Bis zur Laponesalm nach rund 3 km Fließstrecke weist er ein Gefälle von 18,6 % auf. Ab dort verflacht das durchschnittliche Gefälle und beträgt nur noch 2,3 %, über den gesamten Verlauf 4,4 %.

## Einzugsgebiet und Wasserführung
Das Einzugsgebiet des Gschnitzbaches beträgt rund 112 km², davon sind 2,1 km² (knapp 2 %) vergletschert. Die höchste Erhebung im Einzugsgebiet ist der Habicht mit 3277 m ü. A.
Der mittlere Abfluss (MQ) beträgt am Pegel Steinach, 240 m oberhalb der Mündung, 4,17 m³/s, das entspricht einer Abflussspende von 37,4 l/s·km². Das Abflussregime ist typisch für einen Gebirgsbach ohne Gletschereinfluss. Das Abflussmaximum im Juni beträgt mehr als das Siebenfache des Minimums im Februar.
Mittlere monatliche Abflüsse des Gschnitzbaches (in m³/s) am Pegel Steinach

Erhebungszeitraum 1951–2009, Quelle:

## Umwelt
Der Oberlauf ist naturbelassen, etwa ab dem Ortsgebiet von Gschnitz zeigt sich die menschliche Beeinflussung durch Uferverbauungen, Abwasserbelastung und regelmäßig gedüngte landwirtschaftliche Flächen.
Es handelt sich beim Gschnitzbach um einen sommerkalten Gebirgsbach mit Temperaturen stets unter 13 °C.
Die Gewässergüteklasse des Baches beträgt im gesamten Verlauf I bis II und bietet einen guten Lebensraum für Fische.
Der Gschnitzbach wird sehr schnell zum reißenden Wildwassergewässer. Besonders der Unterlauf ist mit Stromschnellen gespickt.